# Laila Kinnunen

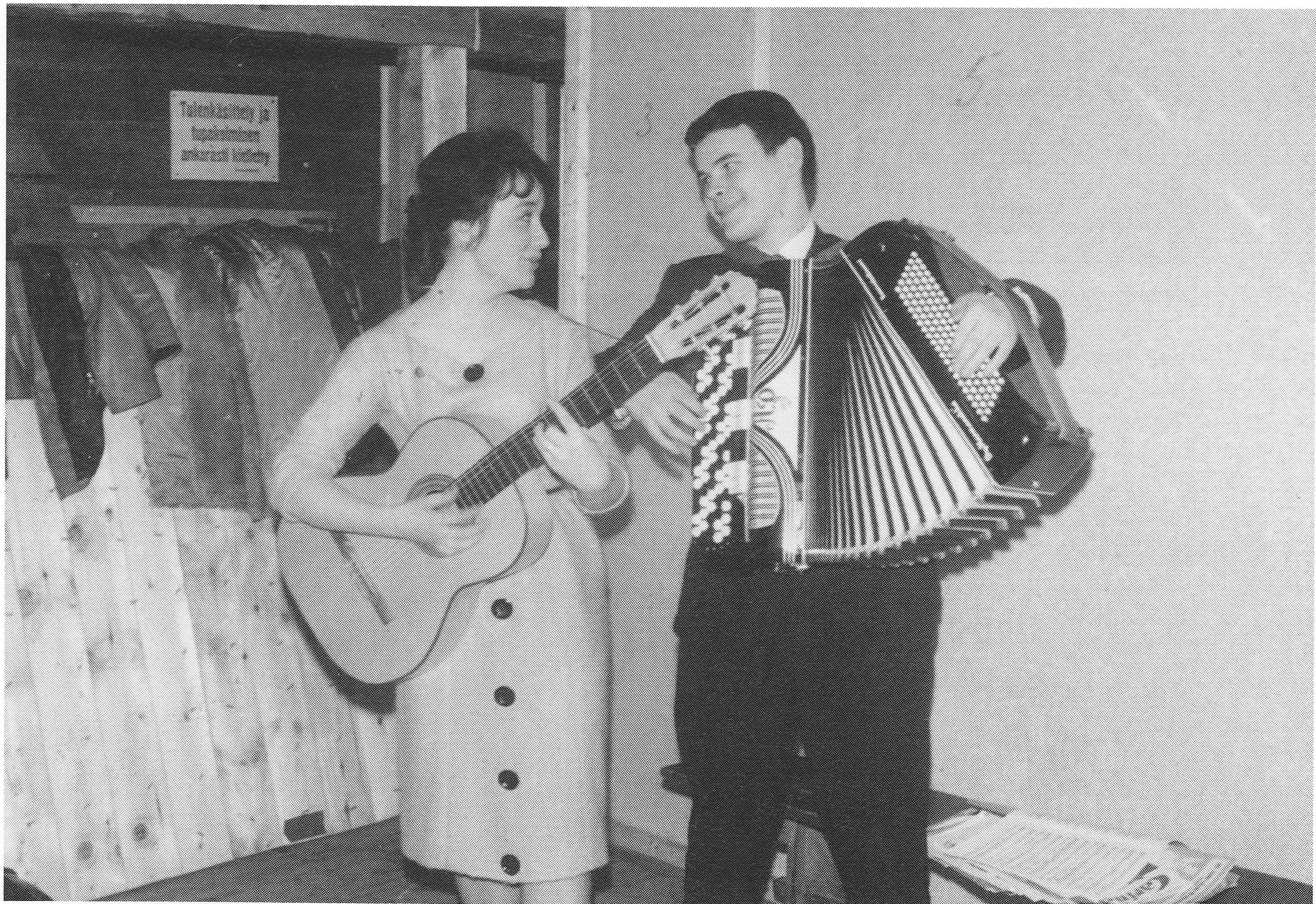
Laila Kinnunen and Alpo Pohja

Laura "Laila" Annikki Kinnunen (Vantaa, 8 de novembro de 1939 – Heinävesi, 26 de outubro de 2000) foi uma cantora finlandesa. Ela foi uma das mais populares cantoras finlandesas das décadas de 1950 e 1960. Ela representou a Finlândia no Festival Eurovisão da Canção 1961 com a canção "Valoa ikkunassa" que terminou em 10.º lugar. Foi a primeira participante da Finlândia no Festival Eurovisão da Canção
Ela passou a infância na Suécia como refugiada durante a Segunda Guerra Mundial, regressando à Finlândia com 10 anos. O seu primeiro álbum foi lançado em 1957 foi um sucesso e Kinnunem continuou a lançar discos até 1980. 

## Discografia

### Álbuns
- Laila (LP, Scandia 1965)
- Iskelmiä vuosien varrelta (LP, Scandia 1974)
- Ajaton Laila Kinnunen (LP, Scandia 1974)
- Sävelkansio (LP, Helmi 1980)
- Valoa ikkunassa (2LP, Helmi 1986)
- 32 ikivihreää (2LP, Safir 1989)
- 24 ikivihreää (CD, Finnlevy 1989)
- Mandschurian kummut (CD, Basebeat 1989)
- Unohtumattomat (CD, Helmi 1992)
- Parhaat (3CD, Valitut Palat 1994)
- 20 suosikkia - Lazzarella (CD, F Records 1996)
- 20 suosikkia - Valoa ikkunassa (CD, F Records 1996)
- 20 suosikkia - Mandshurian kummut (CD, F Records 1997)
- 20 suosikkia - Idän ja lännen tiet (CD, F Records 1997)
- Muistojen laila (CD, F Records 1999)
- Kaikki kauneimmat (CD, F Records 2000)
- Muistojen kyyneleet - 20 ennen julkaisematonta laulua (CD, Mediamusiikki 2001)
- Kadonneet helmet: 20 ennenjulkaisematonta laulua (CD, Mediamusiikki 2002)
- Kadonneet helmet 2: 20 ennenjulkaisematonta laulua (CD, Mediamusiikki 2004)
- 30 suosikkia (CD, Warner Music 2007)
- A la Laila - Alkuperäiset levytykset 1957-1980 (8CD + kirja, Warner Music 2009)